# Opus Castle
Opus Castle é um jogo de terror brasileiro e aventura em 3D, desenvolvido pela Messier Games e publicado pela QUByte Interactive. O jogo é inspirado na trágica história real do Castelinho da Rua Apa, localizado na cidade de São Paulo, Brasil.

## Jogabilidade
O jogador explora os ambientes do Castelinho, encontrando aparições sobrenaturais, ruídos inexplicáveis e lamentos de espíritos do passado. A narrativa é dividida em seis capítulos, cada um com cinco variações de história, permitindo múltiplos finais. O primeiro capítulo é gratuito, enquanto os demais são pagos. O jogo está disponível para Microsoft Windows, Nintendo Switch, PlayStation 4, PlayStation 5, Xbox One e Xbox Series X/S.

## Enredo
A trama se passa no Castelinho da Rua Apa, onde o jogador acorda ao lado de um corpo crivado de balas, levando a questionamentos sobre suicídio ou assassinato. O jogo baseia-se no crime real ocorrido em 1937, envolvendo a morte de membros da família Reis, um caso que permanece sem solução e alimenta lendas urbanas em São Paulo.

## Desenvolvimento
Desenvolvido pela Messier Games, o jogo foi publicado pela QUByte Interactive, uma empresa brasileira fundada em 2009, conhecida por desenvolver e publicar jogos eletrônicos. A QUByte Interactive já lançou mais de 150 jogos em diversas plataformas.

## Recepção
O jogo foi destacado em eventos como a Brasil Game Show, sendo notado por sua ambientação e uso de realidade virtual.